# トリオ・フォントネ
トリオ・フォントネ（Trio Fontenay）は、1980年にハンブルク音楽大学で結成されたピアノ三重奏団。「フォントネ」はフランス語で「源泉」もしくは「幻想」といった意味であるが、同時にハンブルク音大付近の街路の呼び名にもちなんでいるという。欧州や北米・南米、豪州、極東の各地で演奏活動を行うかたわら、デンオンやEMIクラシックス、テルデック＝ワーナーといったレーベルに数々の音源を遺してきた。ベートーヴェンのピアノ三重奏曲（作品1および作品11）のほか、モーツァルトやシューベルト、メンデルスゾーン、ブラームス、ドヴォルザークらのピアノ三重奏曲全集を残している。
メンバーはヴォルフ・ハーデン（Wolf Harden, ピアノ）、ミヒャエル・ムッケ（Michael Mucke, ヴァイオリン）、イェンス・ペーター・マインツ（Jens Peter Maintz, チェロ）の3人。